# Esgueva
 (novembre 2024).
L'Esgueva est une rivière espagnole, dans la Communauté autonome de Castille-et-León et un affluent gauche du Pisuerga, donc un sous-affluent du fleuve le Douro.

## Géographie
La rivière Esgueva naît à la Peña Cervera (sierra de la Demanda), près de l'abbaye Saint-Dominique de Silos, dans la province de Burgos. À l'époque médiévale, ses noms ont été Agoseba et Axeba. Dans son parcours, il traverse trois provinces: Burgos, Palencia et Valladolid. 
Le Río Esgueva a 116 km[réf. nécessaire] de longueur.
Il se jette dans le Pisuerga, en rive gauche, dans la ville de Valladolid, le Pisuerga étant lui-même affluent du fleuve le Douro.

### Bassin versant
Son bassin versant est de 1 016 km2[réf. nécessaire].

### Toponymes
Le Río Esgueva a donné son hydronyme à la comarque Páramos del Esgueva (« Lande d'Esgueva »).

## Hydrologie
Son module est de 0,4 m3/s[réf. nécessaire].

## Aménagements et écologie
Trois communes burgaleses arrosées par la rivière Esgueva appartiennent à l’AOC Ribera del Duero : Terradillos de Esgueva, Villatuelda et Tórtoles de Esgueva.
La Vallée de l'Esgueva a un chemin, la GR-27, qui suppose de parcourir 78 km depuis Valladolid jusqu'à Encinas de Esgueva.
Dans la vallée de l'Esgueva figurent d'intéressants échantillons d'art roman (École de l’Esgueva).